# روشکوویتسه (شهرستان کلوجبورک)
روشکوویتسه (به لهستانی:  Roszkowice) یک روستا در لهستان است که در گمینا بچنا واقع شده‌است.